# 石排灣社區綜合大樓
石排灣社區綜合大樓（葡萄牙語：Complexo Comunitário de Seac Pai Van）前稱為石排灣市政交通綜合體，是石排灣公屋群中一座社區大型市政設施，內設天台花園、圖書館、熟食中心、大型超級市場、公共停車場和大型公共巴士總站。

## 簡介
根據澳門政府於2013年的規劃，本大樓包括興建一座巴士轉乘站、市政街市、公共停車場及社區活中心的交通及民生設施綜合體。 項目建成後，部份地下及夾層將規劃成約4000平方米之巴士轉乘站；一樓將建成約4900平方米之市政街市；二樓為面積約4300平方米之預留空間，在新大樓一樓及二樓沿街方向設計了一條戶外長廊以增加市民的休憩範圍；三至五樓將劃成約17000平方米為公共停車場，分別設有私家車車位約400個及電單車車位約200個；而六樓規劃成約2700平方米之社區活動中心及約2000平方米之圖書館；另外，天面將設置約3000外預留空間 。

## 歷史
2013年，澳門政府計劃於近疊石塘山山區的石排灣CN6b地段興建一座市政大樓，地段面積約6,912平方公尺，樓高7層。涉及民政總署管轄的設施初步規劃1樓為街市、6樓為社區活動中心、天台為露天康體場地。
2013年7月19日，本大樓建造工程進行公開開標，工程不設底價，共有15間公司遞交標書文件。經開標程序後，15公司的標書全部獲接納。工程造價由澳門幣198503125. 00至256603 823.50，工期由210天至720天。隨著公屋群人口慢慢遷入，預計社區內休憩設施需求愈來愈大，綜合社區大樓的功能已逐一開放，解決當地居民的生活需求。
2016年4月8日，民政總署諮詢委員會行政資訊研究小組及食物衛生研究小組日前舉行聯合會議，就本大樓內設置購物中心計劃與管理委員會交流意見。當中計劃於本大樓內設有購物中心及社區活動中心。當中購物中心將參考湖畔大廈地面層內的湖畔購物中心模式運作，規定須出售一定比例的鮮活食品。
2016年5月16日，本大樓工程已基本完工，正值驗收及內部裝修階段，其中一樓全層將設有傳統街市。在入伙初期，石排灣公屋群只有一家超級市場及一所購物中心，內裏祇有蔬菜水果和凍肉類，沒有鮮活食品，且選擇較少，導致不少居民跨區“買餸”，相當不便。2015年，有社團調查指出不少居民希望設置一間傳統街市，並於同年正式落實。
2016年5月17日，民政總署計劃於本大樓一樓設置購物中心，將參考位於湖畔大廈地面層的湖畔購物中心的模式運作。
2016年8月20日，位於本大樓地面層的巴士總站正式啟用，並正式命名為“蝴蝶谷大馬路總站”。
2017年2月28日，民政總署“石排灣活動中心工程”進行公開開標，共收到十份標書全部被接納。建議工期由最短一百一十三天至最長一百五十天；建議造價由最低二千七百多萬至三千六百萬。該中心位於本大樓6樓，面積約2,600平方米，樓層高度為5米。活動中心分為三部分，第一部分設有多功能展示區、開放式閱覽區以及相鄰的大型綠化天井，營造自然舒適的閱讀空間，並設有戶外長廊及綠化中庭，讓市民有更多戶外空間以及接觸陽光的機會；第二部分設兒童遊樂區、長者專區、乒乓球室、藝文室及電腦資訊室等，滿足不同年齡層人士喜好；第三部分為禮堂，用拉擋式活動閘門把約八百平方米的空間，分割為一個五百三十平方米的大禮堂和一個二百七十平方米的小禮堂。
2017年4月29日，民政總署表示計劃於本大樓增設綜合購物中心，民署曾透露將由單一承判商承辦。公開招標共收到10多間企業或個人領取了標書，將於該年5月中截標。
2017年6月14日，民政總署對本大樓1樓的綜合購物中心開展各項籌備工作，包括開展營運商招標程序，為場所基本設施開展工程等。
2017年6月30日，民政總署計劃在本大樓天台設置一個多功能的休憩區，包括有兒童遊戲區、緩步徑、茶座等設施。
2017年12月18日，公共停車場開始正式對外開放供車輛駛入。
2018年2月1日，位於本大樓一樓的“石排灣綜合購物中心”正式試業，該購物中心為24小時營業，由新苗超級市場經營。綜合購物中心佔地約二千八百平方米，設有多元種類的購物專區，為居民提供選擇不同的必需品，內部設有種類多元的購物專區，包括：活魚及活海產區；冰鮮海產區；鮮肉及冰鮮肉區；冰鮮三鳥區；凍肉區；花、蔬菜及水果區；乾貨及生活雜貨區；熟食區等。
2018年6月15日，市政署（前身為民政總署）轄下的石排灣活動中心及離島區市民服務中心─石排灣分站正式開放。
2019年7月25日，位於本大樓天台層的休憩區正式開放。
2019年9月24日，文化局設於6樓為圖書館啟用，可使用面積約2,000平方米。
2019年11月5日，房屋局石排灣辦事處正式遷往本大樓2樓。

## 樓層
| 樓層分佈 | |
| RF       | 天台花園 |
| 6F       | 市政署離島區市民服務中心 - 石排灣分站 （页面存档备份，存于） 市政署石排灣活動中心 （页面存档备份，存于） 政府24小時自助服務中心 文化局石排灣圖書館 |
| 4F-5F    | 蝴蝶谷停車場（公共停車場） |
| 3F       | 蝴蝶谷停車場（公共停車場 - 車輛入口、出口及收費處）                                                                                                |
| 2F       | 房屋局 - 石排灣辦事處 |
| 1F       | 石排灣綜合購物中心：大型超市、熟食中心、超市上落貨區（新苗超級市場）                                                                               |
| MF       | 公共洗手間 |
| GF       | 公共巴士總站 上落貨區 |

## 設施

### 超級市場

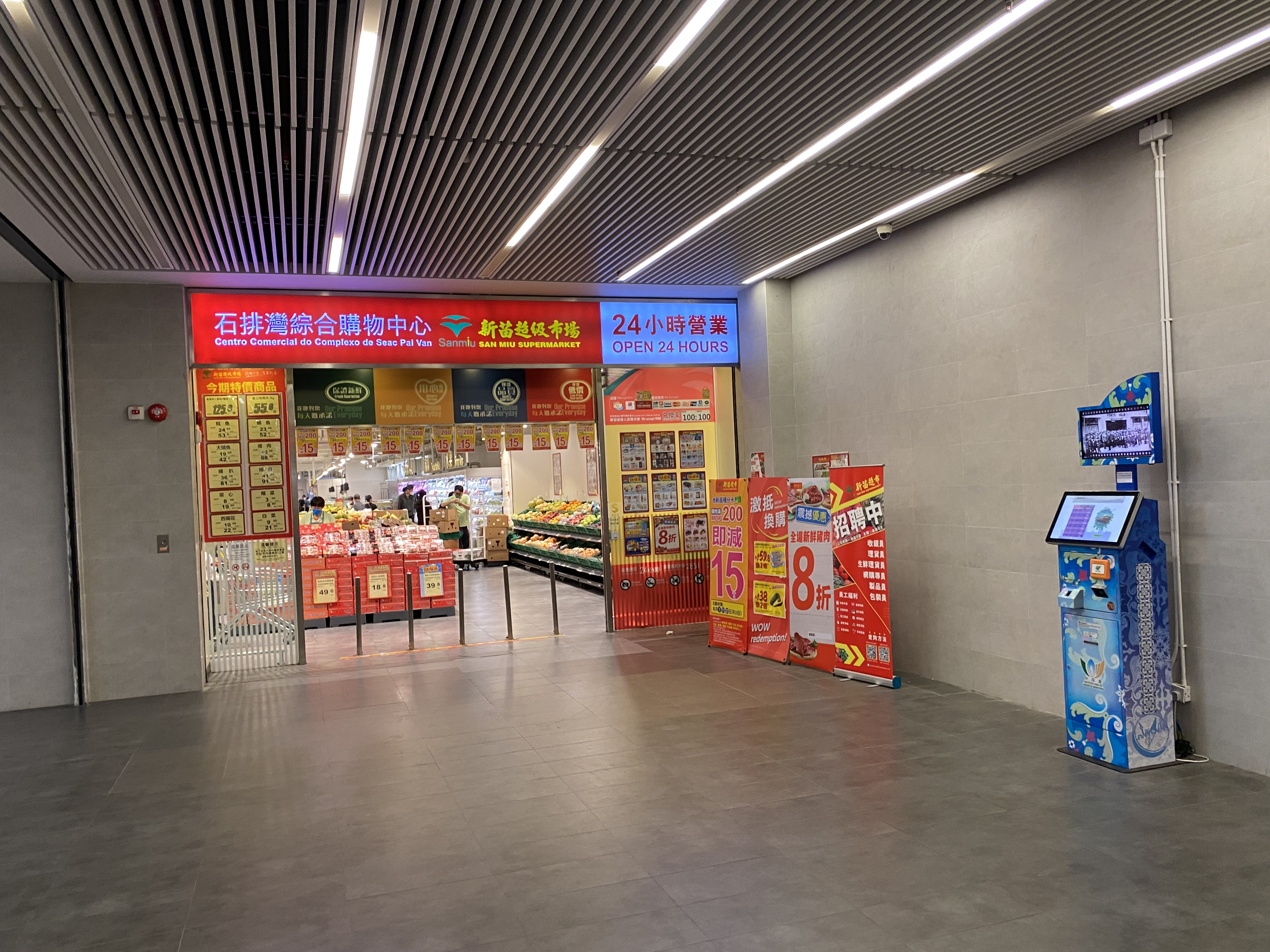
新苗超級市場

石排灣綜合購物中心，位於本大樓一樓，佔地4,900平方米，原用作市政街市。於2018年2月1日起試業，由新苗超級市場營運，首階段開放活魚及活海產區，冰鮮海產區，鮮肉及冰鮮肉區，冰鮮三鳥區，凍肉區；花、蔬菜及水果區，乾貨及生活雜貨區，購物中心設有無障礙通道、哺乳室等輔助設備。第二階段於2018年3月初開放熟食中心，但初期開放期間不設堂食服務，僅提供外賣服務。

### 房屋局石排灣辦事處
2016年7月，原設於業興大廈第三座地舖之樓宇管理諮詢站，正式命名為“房屋局石排灣辦事處”。主要服務對象為區內公共房屋住戶，擴展服務範圍，包括社屋及經屋申請一般查詢、經濟房屋事務（家團資料範疇）一般查詢、社會房屋租戶家團一般查詢、社會房屋租戶成員變動及資料變更、社屋及經屋管理方面的投訴、以及公共房屋住戶各類申請及來函的接收。
2019年11月5日，原設於業興大廈第三座地下D座的房屋局辦事處正式遷往本大樓二樓。原辦事處於2019年11月2日起停止服務。

### 圖書館

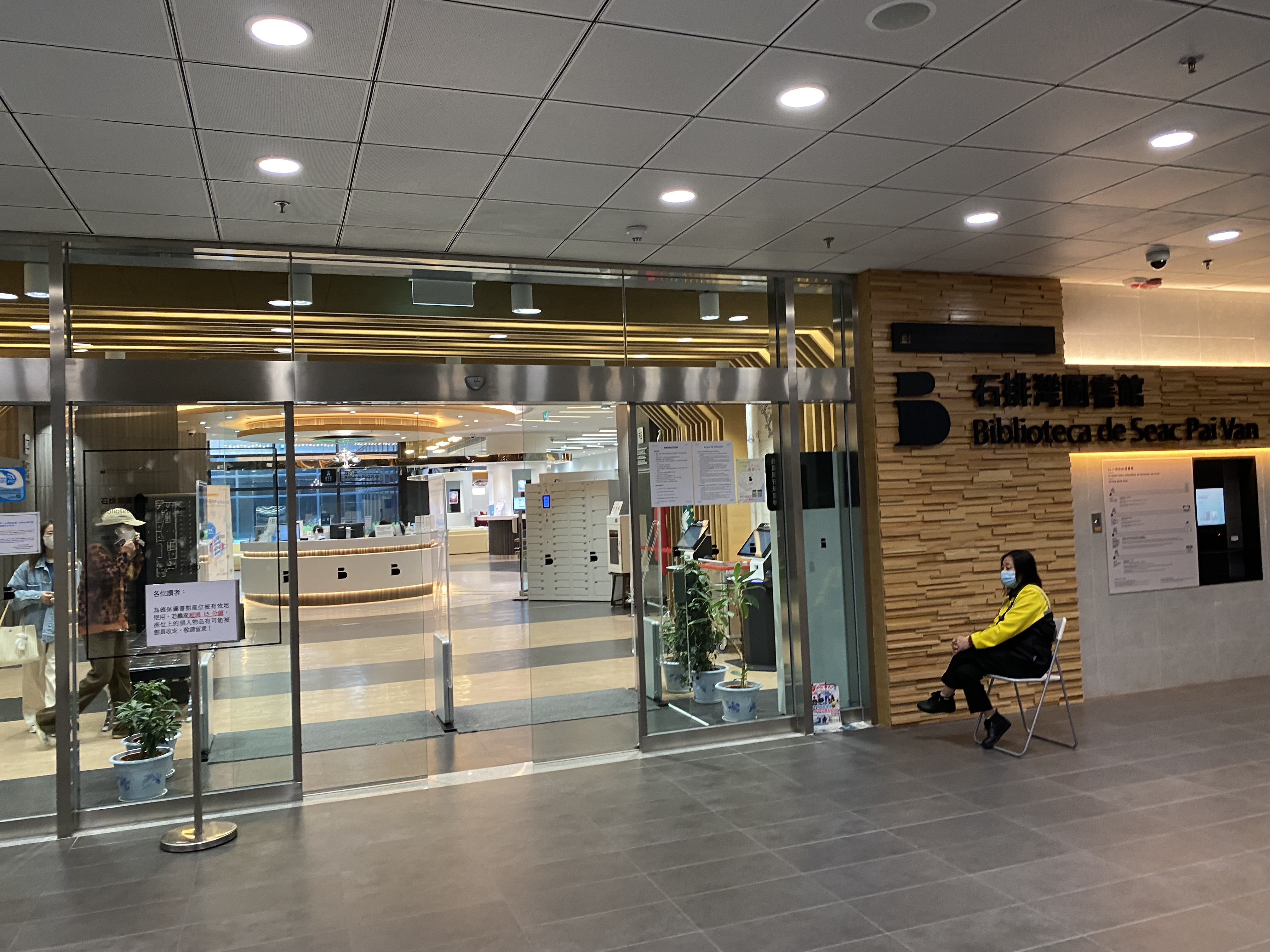
石排灣圖書館

圖書館是石排灣公屋群的民生配套設施之一，為區內所有居民提供服務。目前作為本澳唯一一間同時擁有寬闊山景景觀及中庭內園的圖書館，同時也是港澳地區營運開放時間最長的公共圖書館（每日休館時間為凌晨零時)，通過溫暖鮮明的色調配合自然光的引入，營造出休閒自在的閱讀氛圍。

### 活動中心、市民服務中心分站及政府24小時自助服務中心
市政署轄下石排灣活動中心、離島區市民服務中心─石排灣分站及政府24小時自助服務中心位於本大樓六樓，於2018年6月15日正式對外開放和服務。活動中心設有閱覽區、電腦資訊室、運動場地、多功能室等，並特別設有長者專區和兒童遊戲區，當中兒童遊戲區規模及遊戲種類為同類型活動中心之冠，而活動中心禮堂劃出兩羽毛球場，當禮堂沒有活動舉行時，可以開放予市民打羽毛球，以補充適應區內以至全澳室內羽毛球場的需求，開放時間為每日上午十時至晚上十時，而羽毛球場開放時間為上午六時至晚上十二時，農曆年初一至年初三除外。市民服務中心分站提供多個政府部門包括行政公職局、勞工事務局、社會保障基金等部門的140多項服務；開放時間為周一至周五上午九時至下午六時，中午不休息。政府24小時自助服務中心位於本大樓六樓，設有自助辦證機、自助領證機、多功能自助服務機。

### 石排灣社區綜合大樓天台花園
石排灣社區綜合大樓天台花園位於本大樓7樓之天台（R/F)，具有多項休憩康體設施，包括兒童遊樂區、健身設施，現場亦設置綠化蔭棚，為市民提供健身及休閒空間。規劃面積約3300平方米，設計以緩步、兒童遊樂、健身、休閒、景觀為主軸，按功能共分為茶座區、緩步徑、成人健身區、兒童遊戲區、多用途廣場等，各區之間以步道串聯，沿途設遮陽棚架及座椅供使用。
相關設施
- 茶座區：面積約300平方米，安裝遮陽擋雨棚及吊扇，設置一座以葡式磁磚圖案作飾面的小賣亭及多組桌椅，旁邊有大型綠化花盤，並設有親子洗手台及無障礙斜坡與扶手，創造一個清涼、舒適、寬敞以及綠意的休息區。
- 兒童遊戲區：安裝具特色遊戲設施，旁邊設有特色藝術座椅，為兒童創設生動有趣的戶外活動空間。
- 緩步徑：以蜿蜒環狀設計的緩步徑總長度約160米，為居民提供舒適之緩步環境，且沿途設有休息座椅。
- 成人健身區：於緩步徑沿線設置多種複合型成人健身器材，每組可供多人同時使用，並附以特色造型遮陽花架及座椅，為居民提供鍛鍊身體的優質設施。
- 多用途廣場：位於中心位置，橢圓形設計，面積約250平方米，四周設有遮蔭棚架及座椅，並設有種植箱提供適當綠化。

遮蔭棚架休息區：沿緩步徑設置特色造型遮蔭棚架，下方設置座椅供市民休息，以創造舒適休閒之氣氛，並以矮花盤的方式設置適當的綠化。

### 公共停車場
停車場之樓層設於大樓的三至五樓，分別提供三百六十九個輕型汽車車位及一百六十五個重型和輕型電單車車位。

## 交通配套

### 公共巴士
- 蝴蝶谷大馬路總站

### 輕軌
- █  石排灣線石排灣站（C出入口）

## 爭議及事件

### 工程建設期間出現延誤
2015年7月30日，政府向立法會公共行政事務跟進委員會介紹石排灣工程的進度。當中位於本大樓項目興建地段主要為“交通及民生設施建造工程”，而大樓工程於2013年年底動工，原訂2015年底竣工，但工程出現延誤到2016年5月8日完工，相關工期延誤約五個月。建設發展辦公室解釋，是因為天雨關係及配合新“噪音法”的實施，需要調整工程計劃所致，認為是“合理延期”並隻字未提延誤處罰。

### 自殺事件
2023年6月26日傍晚時分，一名15歲女學生於大樓平台從高處墮下身亡。司警經調查指有市民見到少女在6樓平台圍牆上危坐，立即報警求助，其後在消防員抵達前，該少女已墮下地面，經消防送院搶救後證實不治，司警將案件初步列作屍體發現案，屍體有待法醫檢驗，案件已交由調查科跟進。教育及青年發展局對事件感到痛心，並稱在得悉事件後即時協調學校及輔導機構前往醫院為家屬提供所需支援，並啟動危機處理程序，將安排入校及協調相關部門為有需要人士提供協助。

## 外部連結
- 公共建設局─石排灣公共房屋CN6b地段交通及民生設施建造工程 （页面存档备份，存于）
- 澳門自然網-石排灣社區綜合大樓天台花園 （页面存档备份，存于）